# Slamannan
Slamannan est un village situé dans le Falkirk, en Écosse.